# ウリエル・アコスタ
ウリエル・アコスタ（Uriel AcostaまたはUriel da Costa、1585年–1640年4月）は、ポルトガル出身のユダヤ人思想家、哲学者。生まれた時にガブリエル･ダ･コスタと名づけられる。

## 生涯と思想
ポルトガルのコンベルソ（ユダヤ教からカトリックへの改宗）の家庭に生まれた。彼の父はカノン法に詳しいカトリックの司祭であった。ウリエルは教会でカノン法を研究し聖書を読むうちに、自分たちの起源はユダヤ教にあることに気づき、ユダヤ教への改宗を真剣に検討し始める。父の死後に自分の気持ちを家族に伝え、1617年に家族全員で改宗すると同時にポルトガルを脱出し、同じ境遇のセファルディム･ディアスポラの中心地であるアムステルダムへ亡命した。しかしすぐにウリエルはネーデルラントにおけるラビの指導力が儀式と律法にのみ費やされている現状に幻滅し始める。
1624年に『パリサイ人の伝統の検討　Exame das tradições phariseas conferidas com a Ley Escrita』という本を出版し、霊魂不滅の観念は聖書によるユダヤ教に根ざすのではなく主にラビたちによって定式化されたのでないかと論じた。ウリエルはさらに聖書とラビの残した伝統における不一致を問題にし、後者は機械的な儀式と慣行の積み重ねに過ぎず精神的･哲学的概念が欠けていると主張するに至った。この著書はキリスト教とユダヤ教を冒涜したという物議を引き起こし、公衆の面前で焚書されウリエルは高額の罰金を課され破門された。その上アムステルダムを追放されたため、ウリエルの一族はドイツのハンブルク（ここもセファルディムの中心地）へ行ったが、ドイツ語を解さないウリエルにとってここでの生活は困難だった。1633年に彼らはアムステルダムに戻り、「郷に入っては郷に従う」ことを約束しユダヤ人共同体との和解を求める。
ウリエルはまもなく以前と同じ懐疑にとらわれ、聖書の言葉は真実に神が表明したものか、それとも単にモーゼが考えて書いたものなのかという疑問を口にし、すべての宗教は人間が発明したものであるという解答を下した。宗教は儀式にではなく自然法に基づかねばならず、神にとって虚礼は不要だとウリエルは主張する。既存の宗教は暴力と争いによって特徴付けられているのに対し、自然法による宗教は平和と愛に満ちているはずだ、と。ウリエルはまたしても破門され、今度は家族と引き離されて追放された。彼は寂しさに耐えかねて再度アムステルダムに戻り、ユダヤ教徒たちに許しを請うた。シナゴーグはウリエルの異端的見解への罰として39の鞭打ちを行い、床に伏せさせて会衆全員に踏みにじられるに任せた。この屈辱が引き金となり、ウリエルは自殺した。

## 後世への影響

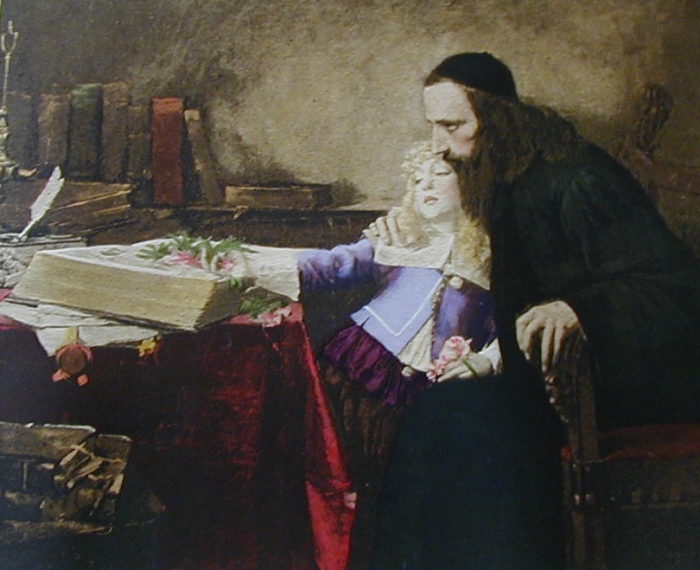
若きスピノザを教えるウリエル・アコスタ（サムエル・ヒルツェンブルグ筆）

ウリエルの述べた聖書批判や自然宗教は、スピノザの『神学･政治論』や『エチカ』と同じ検討を含んでおり、そのためウリエルはスピノザの先駆者と見なされた。1848年にはドイツの作家であるカール・グッコウが戯曲『ウリエル･アコスタ』を書き、早く現れすぎた自由主義者の典型としてウリエルを描いた。この作品でもスピノザはウリエルの後継者として登場する。
1885年にヴァレンチナ・セーロヴァが作曲したオペラ『ウリエル･アコスタ』がモスクワ・ボリショイ劇場で初演されている。1911年までにショーレム・アレイヘムがイディッシュ語で書いた新聞小説『さまよえる星　Blonzhende Stern』にもウリエルは登場する。1922年にドイツのエルンスト・メントが監督となりグツコーの戯曲を忠実に映画化し発表している。1936年にカロル・ラートハウスが組曲『ウリエル･アコスタ』を発表。

## 著作
- 『伝統への提案　Propostas contra a tradição』（1616年）
- 『パリサイ人の伝統の検討　Exame das tradições phariseas conferidas com a Ley Escrita』（1624年）
- 『一つの人生の例　Exemplar humanae vitae』（1640年）